# Cross Plains (Wisconsin)
Cross Plains è un comune degli Stati Uniti, situato in Wisconsin, nella Contea di Dane.